# Dunea

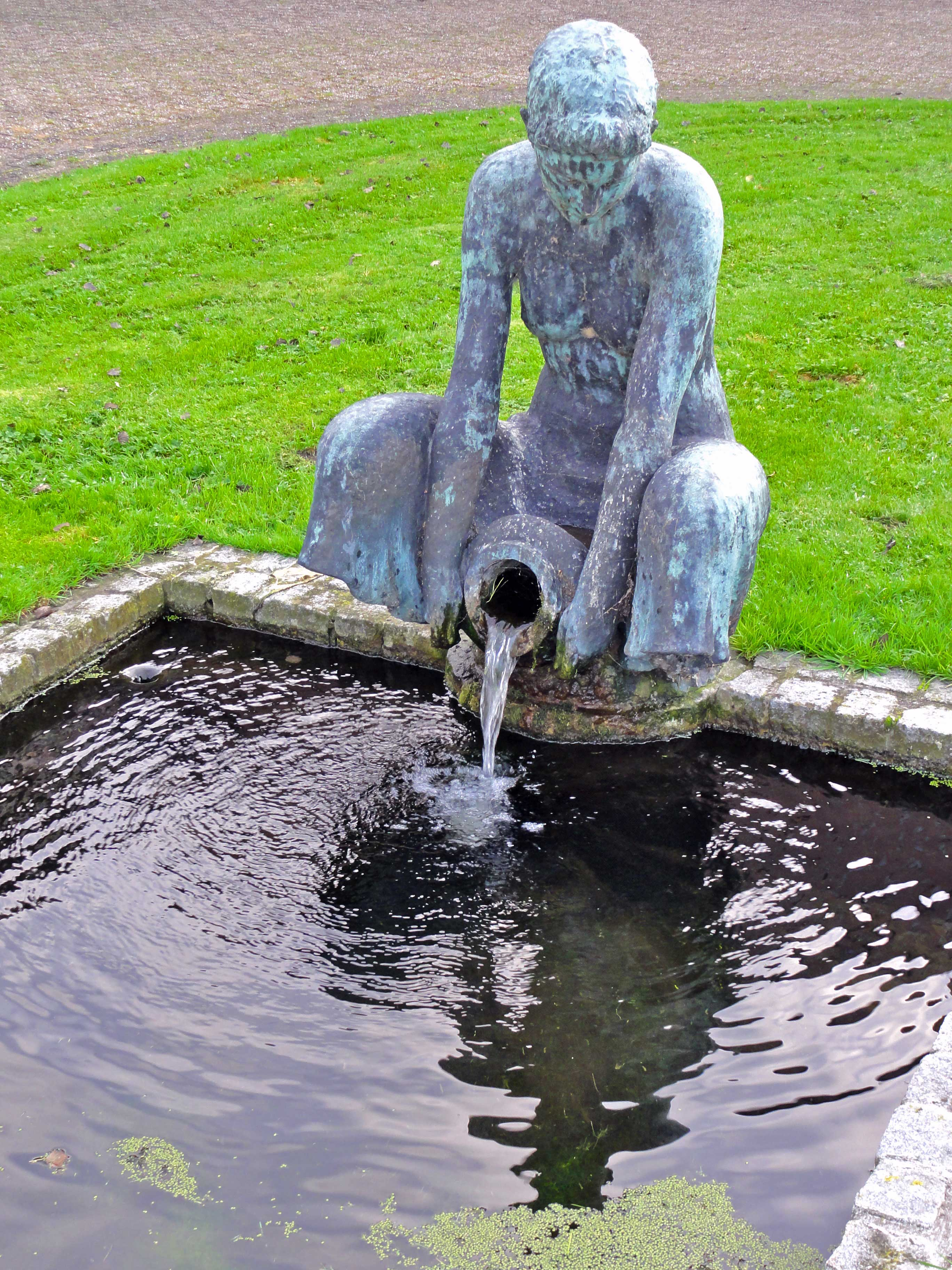
Vrouwenfiguur met waterkruik Duneagebouw Bergambacht

Dunea, voorheen Duinwaterbedrijf Zuid-Holland (DZH) is een waterleidingbedrijf dat drinkwater levert aan ruim 600.000 huishoudens in het westen en zuiden van Zuid-Holland. Het bedrijf is gevestigd in Zoetermeer.

## Geschiedenis en organisatie
De oudste voorloper van Dunea is Duinwaterleiding van 's-Gravenhage (DWL). Dit bedrijf begon in 1873 met de waterwinning in de duinen bij Scheveningen. In 1878 begon de Leidsche Duinwatermaatschappij (LDM) met de waterwinning uit de duinen bij Katwijk. In 1887 begon de Delftsche Duinwaterleiding die in 1922 werd overgenomen door de in 1922 opgerichte Westlandsche Drinkwatermaatschappij (WDM). In 1940 startte de LDM als eerste bedrijf in Nederland met de infiltratie van boezemwater in de duinen. In 1989 werd LDM onderdeel van Energie- en Watervoorziening Rijnland (EWR).
Duinwaterbedrijf Zuid-Holland is in 1990 ontstaan uit een fusie tussen drie bedrijven: De Vlietstreek, De Tien Gemeenten en DWL en beschouwt Den Haag als de oorsprong van het bedrijf. In 1996 werd het waterdeel van de EWR overgenomen voor 300 miljoen gulden. De plannen voor deze overname bestonden al in 1989, de provincie Zuid-Holland wilde toen de openbare drinkwatervoorziening in drie grote bedrijven concentreren om de doelmatigheid te bevorderen en het financiële draagvlak te vergroten. Plannen om met het Noord-Hollandse PWN en Oasen uit het oostelijk deel van Zuid-Holland tot één bedrijf te fuseren, werden in 2007 afgeblazen omdat de provincie Noord-Holland, de aandeelhouder van PWN, er geen heil in zag. Per 1 juli 2009 veranderde de naam in Dunea. In de jaren 2020 levert het bedrijf jaarlijks ongeveer 75 miljoen m³ water aan zo'n 1,3 miljoen mensen.

### Bestuur
Het hoofdkantoor staat sinds 2013 in Zoetermeer aan het Plein van de Verenigde Naties. De 17 gemeenten in het leveringsgebied zijn de aandeelhouders, waarvan Den Haag met een belang van 40% veruit de grootste is. Er is een raad van commissarissen die toezicht houdt op de directie.

## Voorzieningsgebied
Het voorzieningsgebied omvat 17 gemeenten die elk aandelen bezitten. In 2021 had Den Haag 1,56 miljoen aandelen, Zoetermeer ruim 387.000 aandelen en Leiden bijna 384.000 aandelen op een totaal van 4 miljoen aandelen. Het aandelenbezit is gebaseerd op het aantal inwoners in het verzorgingsgebied per aandeelhouder. De volledige lijst van aandeelhouders:
- Alphen aan den Rijn (kern Benthuizen)
- Den Haag
- Hillegom
- Katwijk
- Lansingerland
- Leiden
- Leidschendam-Voorburg

- Lisse
- Noordwijk
- Oegstgeest
- Pijnacker-Nootdorp
- Rotterdam (alleen wijk Nesselande)
- Rijswijk

- Teylingen
- Voorschoten
- Wassenaar
- Zoetermeer
- Zuidplas (alleen Moerkapelle, Nieuwerkerk en Zevenhuizen).

## Waterbehandeling

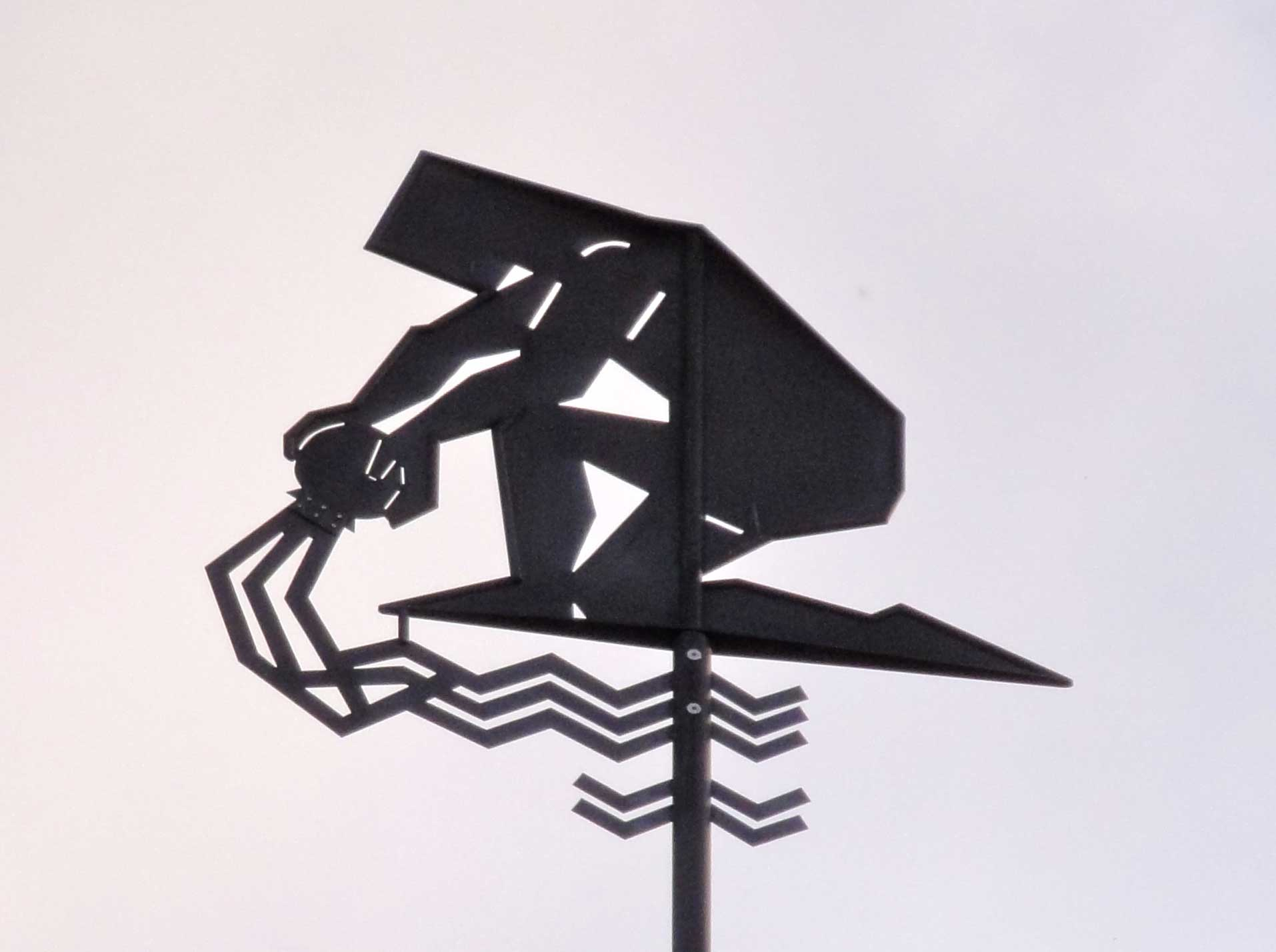
Gestileerde figuur met waterkruik - Duneagebouw Bergambacht

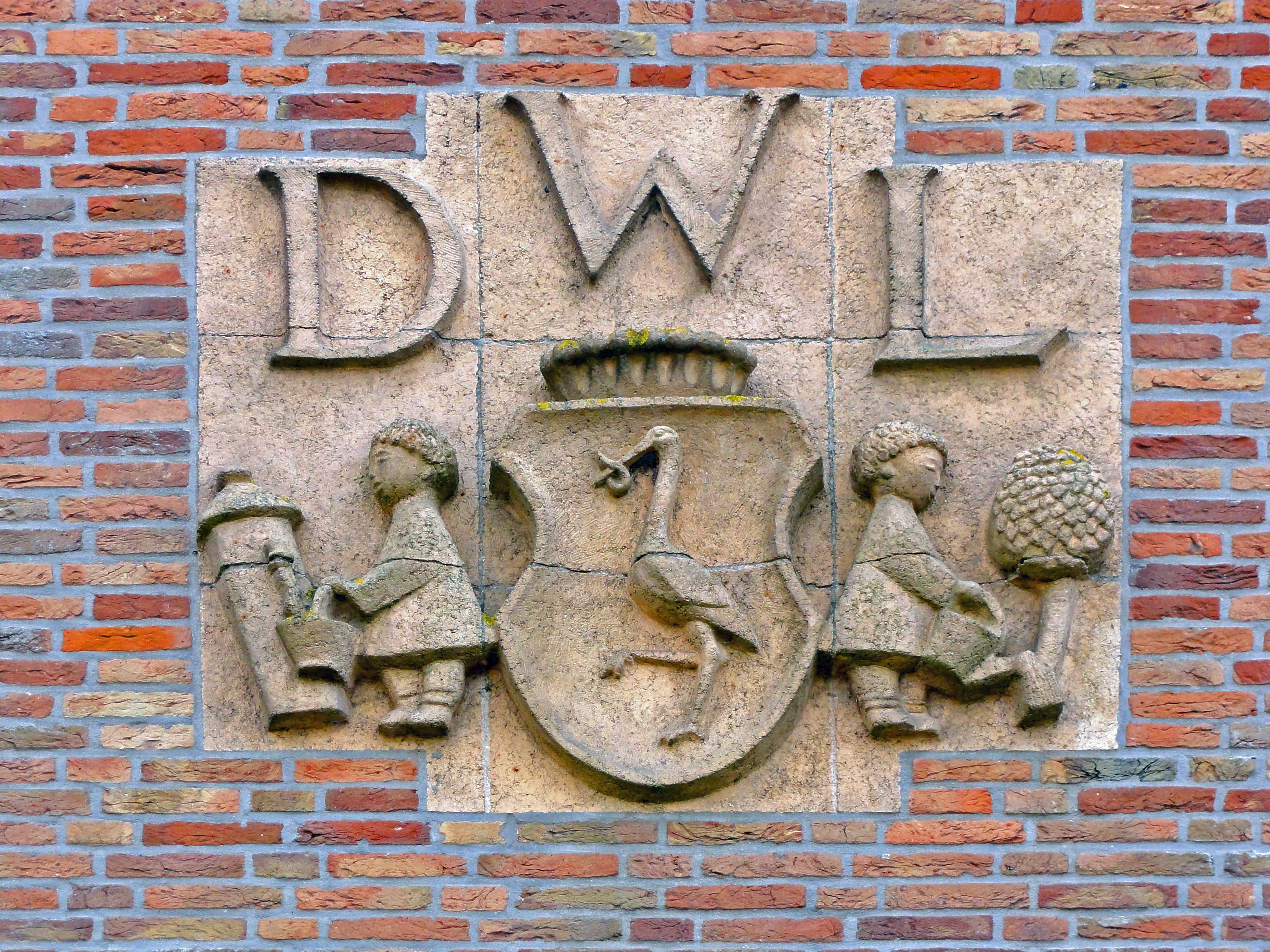
Reliëf DWL (Duin Water Leiding)

Dunea gebruikt de duinen tussen Monster en Katwijk als natuurlijk filter en beheert die duinen. Omdat de zoetwaterbel onder de duinen sinds de vijftiger jaren te klein werd, wordt sindsdien rivierwater van elders aangevoerd, namelijk via een transportleiding uit de Afgedamde Maas, die de grens vormt tussen Gelderland en Noord-Brabant. Daar staat tussen Poederoijensehoek en de Andelse sluis (die de Maas afsluit) een pompstation. Het water wordt dwars door Zuid-Holland naar een pompstation in Bergambacht gepompt, waar het een eerste zuivering ondergaat in 24 dubbellaags snelfilters. Dit pompstation is op dinsdag 29 november 1955 door koningin Juliana officieel in bedrijf gesteld. Vandaar gaat het voorgezuiverde rivierwater naar het kustgebied tussen Katwijk en Monster, waar het in de duinen wordt geïnfiltreerd. De bodem werkt dan als waterzuiverend filter en als opslag, voldoende voor enkele maanden. Dunea duidt het dan aan als duinwater en stelt dat zijn proces, waarbij de duinen als filter gebruikt worden, uniek is in de wereld.
In 2021 was de CO2-voetafdruk per kubieke meter afgeleverd water zo'n 140 gram of 0,14 gram per liter.

## Duingebieden
Dunea beheert drie duingebieden tussen Monster en Katwijk, de duinen van Solleveld, Meijendel en Berkheide. Deze waterwin- en natuurgebieden herbergen veel dieren en planten waarvan een aantal bedreigd zijn. Bijzondere vogels zijn onder andere geoorde fuut, klein waterhoen, nachtzwaluw, roodborsttapuit en krooneend. In Meijendel komen zeldzame vlindersoorten als kleine parelmoervlinder, bruin blauwtje en heivlinder voor. De graslanden herbergen velerlei planten waaronder de voornaamste populatie van de kruisbladgentiaan in Nederland, terwijl de duinvalleien een voorname vindplaats zijn van de nauwe korfslak.